# Hexathele putuna
Hexathele putuna is een spinnensoort uit de familie Hexathelidae. De soort komt voor in Nieuw-Zeeland.